# NGC 2959
NGC 2959 ist eine Balken-Spiralgalaxie vom Hubble-Typ SBb/P im Sternbild Großer Bär. Sie ist schätzungsweise 203 Millionen Lichtjahre von der Milchstraße entfernt.
Das Objekt wurde am 28. Oktober 1831 von John Herschel entdeckt.